# 루돌프 크로이처
루돌프 크로이처(Rodolphe Kreutzer, 1766년 11월 15일 – 1831년 1월 6일)는 프랑스의 바이올리니스트이자 교사, 지휘자, 작곡가이며 프랑스 오페라 아벨의 죽음(La mort d'Abel) (1810)을 작곡했다.
독일의 작곡가인 베토벤에게서 바이올린 소나타 9번, 작품번호47 (1803)를 헌정받았지만, 그는 한번도 연주하지 않았다고 한다. 크로이처와 베토벤은 장 바티스트 쥘 베르나도트(훗날의 스웨덴과 노르웨이 왕)이 프랑스 대사로 있던 1798년, 오스트리아 빈에서 알게되었다. 베토벤은 처음에는 조지 브리지타워에게 곡을 헌정할 생각이었지만, 첫 연주 이후 그와 사이가 나빠져 당대 최고의 바이올리니스트였던 크로이처에게 헌정하였다.

## 개요

### 생애
루돌프 크로이처는 1766년 프랑스 베르사이유에서 프랑스 궁정 예배당 악단원인 실레시아 출신의 독일인 아버지의 아들로 태어났다. 아버지에게서 음악의 기초를 배우고 후에 안톤 슈타미츠를 사사한다. 당시로써는 최고로 진보적인 바이올린의 거장으로, 1810년까지는 독주자로 활약하였다. 1795년에서 1826년까지 파리 음악원에서 바이올린을 가르쳤다. 그는 피에르 로드, 피에르 배일럿과 함께 바이올린 연주법 교본을 집필하였다. 이들은 프랑스 바이올린 전공자들에게 기초를 만든 삼위일체로 간주된다. 크로이처는 한때 파리 국립 오페라의 수석 바이올린 연주자이기도 했으며 1817년부터는 지휘도 하였다. 스위스의 제네바에서 죽었으며 파리의 페르 라셰즈 묘지에 안장되었다.

### 업적
크로이처는 자신의 활 스타일을 잘 파악하고 있었다. 그는 인상적인 톤과 확실한 솜씨의 소유자였다. 일생동안 19곡의 바이올린 협주곡과 40곡의 오페라 작품들을 남겼으며, 그의 가장 유명한 업적은 뭐니뭐니해도 1796년에 만들어진 42개의 연습곡 혹은 카프리치오이고 이것은 그 어느것보다 근본적인 교수법이다.

## 작품
- 42개의 연습곡 혹은 카프리치오 42 Études ou Caprices (1796년) --- 교육용 작품
- 19곡의 바이올린 협주곡
- 실내악곡
- 40곡의 오페라
  - 오를레앙의 잔 다르크 Jeanne d'Arc à Orléans (1790)
  - 폴과 비르기니아 Paul et Virginie (1791)
  - 로도이스카 혹은 타타르족 Lodoïska ou Les Tartares (1791)